# ميتش دوغان
ميتش دوغان (بالإنجليزية: Mitch Duggan)‏ هو لاعب كرة قدم بريطاني في مركزي الوسط والهجوم، ولد في 20 مارس 1997. لعب مع نادي ترانمير روفرز.